# William T. Minor
William Thomas Minor, född 3 oktober 1815, död 13 oktober 1889, var en amerikansk politiker och guvernör i Connecticut.

## Tidigt liv
Minor föddes i Stamford, Connecticut, den 3 oktober 1815. Han studerade vid Yale University och tog examen 1834. Därefter studerade han juridik. Han antogs till advokatsamfundet 1840.

## Politisk karriär
Minor valdes till ledamot av Connecticuts representanthus 1841 och satt kvar på den posten till 1849. Han blev ledamot av Connecticuts senat 1854.
Han kandiderade för American Party, de så kallade Knownothings, i guvernörsvalet 1855 och vann över Samuel Ingham efter en omröstning av Connecticut General Court (legislature) med röstsiffrorna 177-70. Han blev omvald till en andra mandatperiod 1856, då han återigen besegrade Ingham, och åter genom omröstning i parlamentet med röstetalen 135-116.
Minor stödde en förlängning av den period som en person skulle behöva bo i landet innan han kunde bli medborgare. Hans politik upprörde känslorna hos immigranter. Under hans mandatperiod stiftades också en lag som fråntog rösträtten från dem som inte kunde läsa delstatens grundlag.
Han kandiderade inte i valet 1857 och lämnade tjänsten som guvernör den 6 april det året. Han efterträddes av republikanen Alexander H. Holley.

## Senare år
Efter sin tid som guvernör praktiserade Minor juridik. Han utnämndes till generalkonsul i Havanna 1864 och satt kvar till 1867. Han var åter ledamot av Connecticuts representanthus 1868. Det året utnämndes han till domare i Superior Court, en post som han hade kvar till 1873. Han avled den 13 oktober 1889.